# Santa Lúcia (Paraná)
Santa Lúcia é um município brasileiro do estado do Paraná. Localiza-se a uma latitude 25º24'25" sul e a uma longitude 53º33'57" oeste, estando a uma altitude média de 441 metros. Município com uma população de aproximadamente 3.925 habitantes, segundo o Censo IBGE/2010. Possui uma área de 116,857 km² e sua economia se baseia na agricultura e na pequena indústria.

## História
Entre as décadas de 50 e 60 agricultores vindos do Rio Grande do Sul e Santa Catarina encontraram no oeste paranaense terras produtivas e apesar das dificuldades, formou-se um vilarejo. Segundo os pioneiros, o nome da cidade atribui-se a promessa de Orlando Luiz Zamprônio à Santa Luzia, mesma Santa Lúcia, que ferido no olho por um galho de criciúma, prometeu a santa que se não comprometesse sua visão daria o nome da santa ao vilarejo. No ano de 1967 a vila foi elevada a distrito de Capitão Leônidas Marques. Em 1990 emancipou-se e, 3 anos depois, deu-se a instalação oficial do município com a posse do prefeito Aldino Dalben e vice João Francisco Scalco.